# Cédric Minlo
Cédric Minlo est un enseignant, artiste digital, bédéiste camerounais. Il est connu pour ses contributions dans le domaine de la bande dessinée au Cameroun et pour sa web-émission intitulée Ça dessine !,.

## Biographie
Minlo est né le 09 Juin 1992 à Yaoundé. Il a grandi avec ses deux parents, deux frères et deux sœurs, dont il est le cadet. 
Minlo s'intéresse au dessin dès son plus jeune âge et poursuit cette passion tout au long de sa vie. 
Avec le temps, il réussit à définir un style de dessin qui lui est propre. Il découvre le festival de bande dessinée MBOA BD en 2010.

## Carrière
En 2011, Minlo est lauréat du concours de la bande dessinée universitaire organisé par le collectif A3 à l'Institut français du Cameroun.  
En 2013, il propose une histoire courte dans l'album collectif "Rio Dos Camaroes", présenté au Festival international de la bande dessinée d'Alger (FIBDA).  
Minlo apporte sa contribution au magazine Ekiéé avec Paul Monthé et Yannick Deubou Sikoué, travaillant sur la série Lycée Mozart. 
| Année | Réalisation |
| ----- | --- |
| 2013  | Rejoint Kiro'o Games, studio de création de jeux vidéo basé au Cameroun, en tant qu'illustrateur pour le jeu "Aurion : l'héritage des Kori-Odan".                                       |
| 2013  | Plusieurs expositions de ses œuvres, notamment à l'Hôtel Zingana à Bafoussam et dans les Instituts Français de Douala et Yaoundé.                                                       |
| 2018  | Co-auteur de son premier album de bande dessinée intitulé "Android Night", édité par Waanda Stoudio, avec Darius Dada au scénario.                                                      |
| 2022  | Se lance dans le livre illustré jeunesse avec les œuvres "La Petite maman", en collaboration avec Bethy Ntocko Nkowa, et "Tambia Against Malaria", avec Idriss Piriah et Gino Ndjock. . |

## Participations et Projets
En 2019, Minlo intervient au festival A MAZE à Berlin sous la casquette de concepteur de jeux, dans le cadre du projet Enter Africa initié par le Goethe-Institut.
| Année | Réalisation |
| ----- | --- |
| 2021  | Met à la disposition des lecteurs deux épisodes interactifs de la série de bande dessinée "Android Night" (Android Night : Pandémie et Android Night : Total Zero Energie) et lance une web-émission intitulée "Ça dessine !". |
| 2023  | Convié au Forum Création Africa, à Paris, où il présente son œuvre de bédéiste et expose les planches de "Android Night" à la Gaîté Lyrique.                                                                                   |
| 2023  | Lauréat du programme Cité 237 de l'Institut français du Cameroun et de la Cité internationale des Arts de Paris, bénéficiant d'une résidence de création de trois mois dans la ville de Paris pour développer un projet de BD. |